# Euseius sakagamii
Euseius sakagamii är en spindeldjursart som först beskrevs av Ehara 1966.  Euseius sakagamii ingår i släktet Euseius och familjen Phytoseiidae. Inga underarter finns listade i Catalogue of Life.